# スディルマン山脈
スディルマン山脈（インドネシア語: Barisan Sudirman）とは、インドネシアのイリアン・ジャヤのパプア州にあるマオケ山脈の一部をなす山脈である。標高3,000 - 4,000メートル級の雄大な山々がそびえ立っている。オセアニア最高峰のプンチャック・ジャヤ（ジャヤ峰）やウビア山が位置する。